# Kurarua bicolorata
Kurarua bicolorata är en skalbaggsart som beskrevs av J. Linsley Gressitt och Yves Rondon 1970. Kurarua bicolorata ingår i släktet Kurarua och familjen långhorningar. Inga underarter finns listade i Catalogue of Life.